# Acheloj (distrikt)
Acheloj (bulgariska: Ахелой) är ett distrikt i Bulgarien.   Det ligger i kommunen Obsjtina Pomorie och regionen Burgas, i den östra delen av landet, 400 kilometer öster om huvudstaden Sofia.